# 토브루크로 가는 택시
토브루크로 가는 택시(Un Taxi Pour Tobrouk, Taxi for Tobruck)는 프랑스에서 제작된 드니스 드 라 파텔리에르 감독의 1960년 영화이다. 찰스 아즈나버 등이 주연으로 출연하였다.

## 출연

### 주연
- 찰스 아즈나버
- 모리스 비로드

### 조연
- 저먼 코보스
- 하디 크루거
- 칼로스 멘디
- 페르난도 산초
- 리노 벤추라
- 엔리크 아빌라